# Miracle Upper Wl
Miracle Upper Wl è un brano musicale di Masami Okui, interpretato con la collaborazione di May'n e pubblicato come singolo il 21 agosto 2009 dalla evolution. Il singolo è arrivato alla sessantasettesima posizione nella classifica settimanale Oricon.

## Tracce
CD singolo EVCS-1004
1. Miracle Upper WL feat. May'n (ミラクル・アッパーWL)
2. TO DIE FOR ×××
3. Miracle Upper WL (Instrumental)
4. TO DIE FOR ××× (Instrumental)

## Classifiche
| Classifica (2009)                        | Posizione più alta |
| ---------------------------------------- | ------------------ |
| Giappone (Classifica settimanale Oricon) | 67                 |